# Bino (piłkarz)
António Albino Alaze znany jako Bino (ur. 4 maja 1983 w Maputo) – piłkarz grający w latach 2007-2008 w reprezentacji Mozambiku na pozycji napastnika.